# Carl Oscar Höörgren

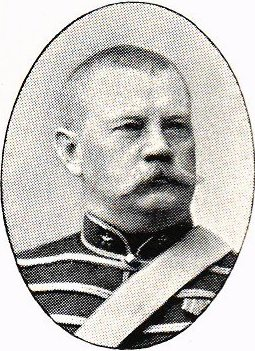
Carl Oscar Höörgren

Carl Oscar Höörgren, vanligen C.O. Höörgren, född 20 maj 1846 i Harlösa socken, Malmöhus län, död 9 februari 1919 i Malmö, var en svensk militär. 
Höörgren blev sergeant vid Husarregementet Konung Karl XV (sedermera Kronprinsens husarregemente) 1863, fanjunkare 1881 och underlöjtnant i regementets reserv 1898. Han blev trafik- och stallmästare under spårvägsdirektören Carl Magnus Frick vid Malmö Spårvägs AB samma år. Efter att spårvägen kommunaliserats 1905 samt elektrifieringen slutförts och hästarna bortauktionerats 1907 var han trafikmästare vid Malmö stads spårvägar.